# Sociaal darwinisme
Sociaal darwinisme was een stroming in de sociale wetenschappen aan het einde van de 19e eeuw, die begrippen uit de evolutiebiologie toepaste op de sociale omgeving. Sterk uiteenlopende, elkaar vaak tegensprekende ideeën over het toepassen van het principe van survival of the fittest (overleven van de best aan de omgeving aangepaste) op de menselijke maatschappij zijn kenmerkend voor deze stroming. Het sociaal darwinisme is een vorm van evolutionisme waarbij wordt aangenomen dat er geen sprake is van toeval, maar dat er een telos is, een doel, waar de evolutie naartoe beweegt.
Het sociaal darwinisme leverde een ideologische rechtvaardiging voor de sociale ongelijkheid die het kapitalisme met zich meegebracht had: deze zouden het gevolg zijn van de erfelijke minderwaardigheid van de armen en de erfelijke voortreffelijkheid van de rijkere klassen, die bij een systeem van laisser-faire het best tot uitdrukking zouden komen. Toegepast op volkeren en rassen werd het een rechtvaardiging voor racisme en imperialisme. Sociaal darwinisme wordt tegenwoordig niet langer als wetenschap beschouwd.

## Theorie
De term sociaal darwinisme is afgeleid van de term darwinisme, die op zijn beurt verwijst naar de Engelse bioloog Charles Darwin (1809-1882). De ideeën van het sociaal darwinisme zijn echter vooral afkomstig van de socioloog Herbert Spencer (1820-1903). De term darwinisme is zelf ook voor zeer uiteenlopende en niet altijd onderling verwante ideeën gebruikt. Aan het einde van de 19e eeuw werd met darwinisme echter vooral Darwins theorie van natuurlijke selectie als mechanisme voor het ontstaan van soorten bedoeld. Darwin stelde dat de hoeveelheid grondstoffen in de natuur te klein is om alle individuen binnen een populatie in leven te houden, zodat er een continue strijd om het bestaan is. Herbert Spencer noemde dit principe survival of the fittest. Darwin had het concept van een strijd om het bestaan niet zelf bedacht, maar overgenomen van de socioloog Thomas Malthus (1766-1834), die de groei van de vroeg-19e-eeuwse Britse bevolking bestudeerde. Malthus stelde al in 1798 dat er een grens is aan natuurlijke bevolkingsgroei, omdat er maar beperkte grondstoffen zijn om alle individuen in leven te houden.
Darwin noemde het selecteren van voor de mens gunstige eigenschappen bij het fokken van dieren of veredelen van planten kunstmatige selectie. Darwin zelf beschreef in zijn boek The Descent of Man, and Selection in Relation to Sex (1882) hoe de opkomst van betere medicijnen tot gevolg had gehad dat de zwakkere individuen in de menselijke bevolking een grotere kans op overleven en nageslacht hadden gekregen. Het leek hem een kwalijke zaak dat zowel meer lichamelijk als geestelijk zwakkere individuen geboren werden, en hij steunde onderzoek naar erfelijke ziektes onder kinderen van naaste bloedverwanten. Darwin beschouwde de waarde van mensen als een meetbare feitelijke kwestie. Hij gaf aan dat de daad van het uitroeien van het erfelijk slechtste deel van de bevolking, het nobelste deel van de natuur van de bevolking zou beschadigen. Hij vond dat er nog meer onderzoek nodig was naar de wetten van de erfelijkheid om eugenetische idealen te kunnen verwezenlijken. Hij stelde dat het waarschijnlijk nodig zou zijn om mensen in de maatschappij bloot te blijven stellen aan een harde strijd om het bestaan, omdat ze anders al snel tot indolentie zouden vervallen.

## Toepassing voor kunstmatige selectie
De statisticus Francis Galton (1822-1911) stelde in 1883 dat door vroege huwelijken tussen leden van de sociale bovenklasse te stimuleren, de bevolking als geheel verbeterd kon worden. Het idee van kunstmatige selectie bij menselijke populaties noemde hij eugenetica. Het had veel prominente aanhangers in het begin van de 20e eeuw, zoals de Amerikaanse president Theodore Roosevelt.

### Toepassing in Nazi-Duitsland
De ideeën van eugenetica en sociaal darwinisme werden in de jaren 30 gebruikt voor racistisch-politieke doeleinden, met name door Adolf Hitler. Het door hem ontwikkelde politieke wereldbeeld, het nationaalsocialisme, voegde op selectieve wijze elementen uit de eugenetica en het sociaal darwinisme toe aan haar gedachtegoed. Het kerngeloof van hen was dat er in de loop der evolutie superieure rassen en mindere of gedegenereerde rassen ontstaan waren. Dit was wezenlijk niet afwijkend van het gebruik dat er in het imperialisme gemaakt werd van deze doctrines. Het Duitse ras was het verst ontwikkeld en had volgens Hitler de plicht om de vermeende mindere rassen te onderwerpen of uit te roeien zoals in de dierenwereld ook gebeurde, met als gevolg de genocide van door de nazi's als schadelijk beschouwde groepen tijdens de holocaust. De associatie met nazisme bracht eugenetica en sociaal darwinisme nog meer in diskrediet. Desondanks zou selectief gebruik van sociaaldarwinistische ideeën voor politieke doeleinden ook na de Tweede Wereldoorlog nog tot gedwongen sterilisatieprogramma's in onder andere Australië en India leiden.

## Invloed op sociale politiek
De term sociaal darwinisme werd voor het eerst gebruikt door de Duitser Oscar Schmidt in 1877. Schmidt stelde dat hoewel socialisten tegen Darwins theorie waren, ze elementen eruit opnamen in hun gedachtegoed. Het idee dat de lagere sociale klassen niet simpelweg lui waren, maar ondanks hard werken niet uit hun positie omhoog konden komen, kwam rond 1900 op. In het Verenigd Koninkrijk zouden politici als David Lloyd George en Winston Churchill van de Liberal Party een omslag veroorzaken door gelijke kansen voor talentvolle individuen van alle sociale klassen te promoten. In de Verenigde Staten sloeg het idee minder aan bij de bovenklasse, die meer zag in filantropie (waarbij de hele onderklasse op gelijke wijze wordt gesteund).

## Sociale verandering
Het idee dat de maatschappij zich ontwikkelt was niet nieuw in Malthus' tijd: veel filosofen ten tijde van de Verlichting (Vico, Smith, Kant) stelden al dat de maatschappij zich ontwikkelde in opeenvolgende, steeds hogere stadia. Het idee van een strijd om het bestaan werd al door Thomas Hobbes (1588-1679) beschreven als onderdeel van de natuurtoestand van de mens. Dit leidde ertoe dat er tot in de eerste helft van de 20e eeuw in de Westerse wereld sterk werd neergekeken op de islamitische, Afrikaanse, Indiaanse en Aziatische culturen, die zich in een lager stadium van ontwikkeling zouden bevinden en als primitief gezien werden.
Nieuw aan het sociaal darwinisme was het idee van een continue selectie van de sterkeren in de maatschappij, waardoor de maatschappij zich naar de vermeende hogere stadia kon ontwikkelen.
Sommige van zulke sociaaldarwinistische concepten vormen tegenwoordig onderdeel van de sociale wetenschap, zoals de ideeën over sociale evolutie en culturele evolutie.